# Castelo da Senhora da Luz
O Castelo da Senhora da Luz, igualmente denominado de Fortaleza de Nossa Senhora da Luz, é um monumento militar na vila da Luz, no Município de Lagos, na região do Algarve, em Portugal.
Foi construído no século XVII, a partir da ampliação de uma torre mais antiga, tendo sido classificado como Imóvel de Interesse Público em 1977.

## Descrição
A fortaleza está construída num local conhecido como a Ponta da Calheta, estando virada a Sul e a Oeste para o oceano. Situa-se nas proximidades da igreja.
É considerada um dos melhores exemplos da arquitectura militar do século XVII, na região do Algarve. Apresenta uma planta de forma poligonal com quatro baluartes angulosos, solução arquitectónica que foi igualmente utilizada em diversos outros fortes ao longo da costa portuguesa. No interior da antiga estrutura militar situa-se um palacete no estilo romântico, com vários elementos que lhe dão a aparência de um castelo.

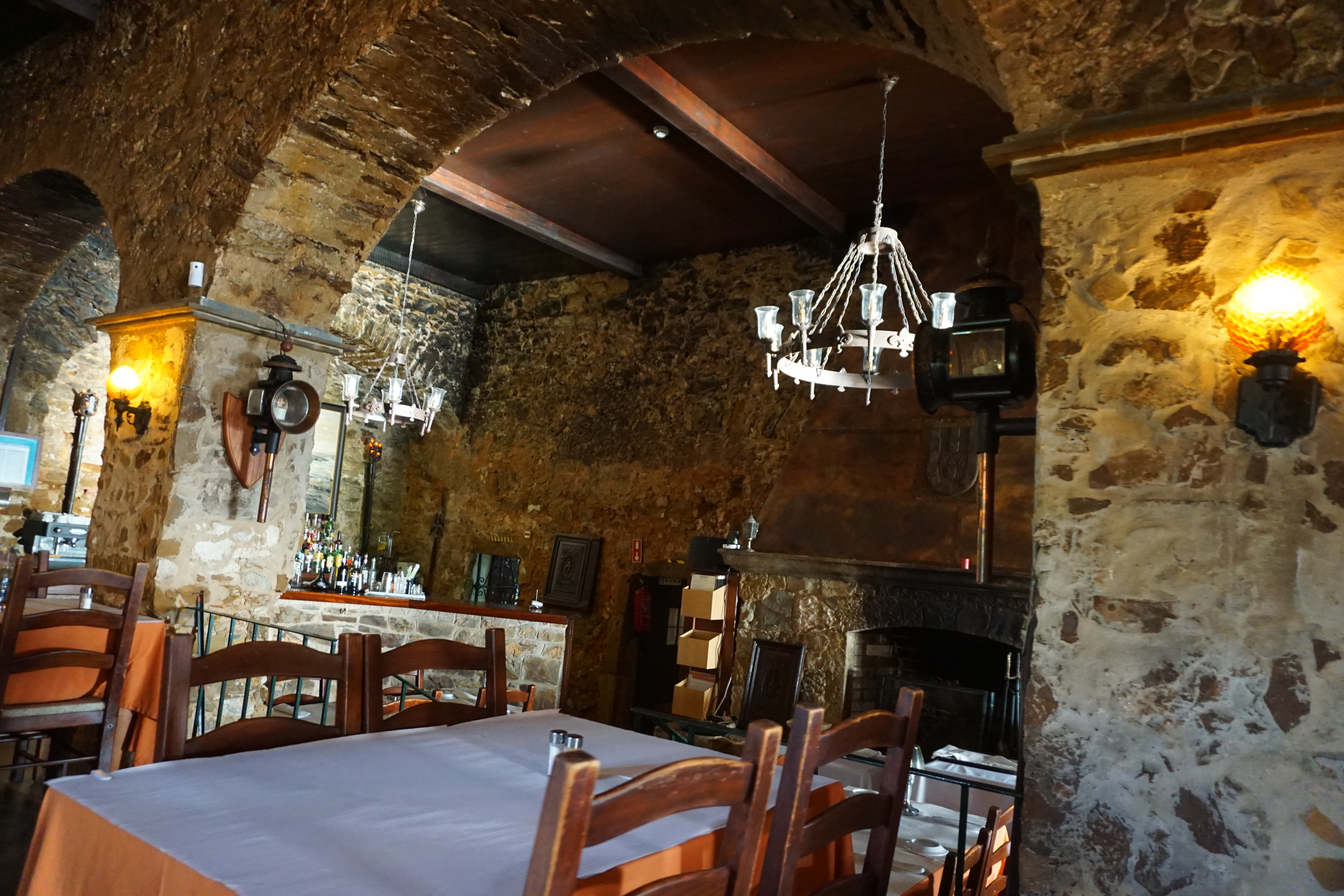
Restaurante no interior da fortaleza.

## História
A primeira fortificação neste sítio terá sido um castelo medieval, sobre cujas ruínas foi construída uma torre, em 1575 ou em 1624, já durante o período filipino. Esta torre era de planta redonda, e tinha uma grande altitude. Poucos anos depois, foi necessário organizar um sistema de fortes ao longo da costa portuguesa, que protegessem as povoações dos ataques dos piratas e corsários, e das forças islâmicas e espanholas. Neste sentido, em 1670 o governador Nuno de Mendonça ordenou que fosse construída uma nova fortificação na Luz, em redor da torre de vigia já existente. O novo edificio contava com uma bateria no lado marítimo, dois baluartes virados para o interior, e salas para albergar a guarnição e armazenar as várias peças de armamento.
Nos finais do século XVIII, o autor de um mapa e descrição da organização defensiva do Algarve referiu a fortaleza da Luz como «um pequeno quadrado com huma vigia no meio» e comentou que «necesita de reparações no seu recinto e nos quartéis», danos estes causados pelo Sismo de 1755. Com efeito, a fortaleza ficou muito destruída durante o sismo, tendo desaparecido a torre original e restado apenas o baluarte marítimo e parte dos muros nos lados nascente e poente. Devido à importância do forte como defesa da povoação, o autor aconselhou que fossem feitas obras de reparação.
Em 2 de Julho de 1894, a fortaleza foi vendida em hasta pública, tendo sido adquirida por um particular. No interior foi construída uma casa, que foi feita de forma a integrar-se com a arquitectura original da fortaleza, tendo por exemplo sido instalados pequenos merlões na parte superior das paredes e uma moldura no portal de entrada, e deixadas as pedras à vista nalguns ângulos e no embasamento.
O Castelo da Senhora da Luz foi classificado como Imóvel de Interesse Público pelo Decreto n.º 129/77, de 29 de Setembro. Posteriormente, o edifício foi reutilizado como um estabelecimento de restauração.